# Weißenkirchen in der Wachau
Weißenkirchen in der Wachau è un comune austriaco di 1 474 abitanti nel distretto di Krems-Land, in Bassa Austria; ha lo status di comune mercato (Marktgemeinde).